# Équipe ascenseur

Classement annuel de fin de saison du club allemand 1. FC Nuremberg, avec huit promotions et huit relégations depuis 1963.

Une Équipe ascenseur ou Équipe yo-yo, est une expression utilisée pour désigner un club de football étant régulièrement promu et relégué entre la première et la deuxième division. On dit donc de ce club qu'il « fait l'ascenseur ».
Cette expression est principalement utilisée dans le football anglais, surtout pour les clubs faisant régulièrement l'aller-retour entre la Premier League et la Football League Championship.
En Allemagne, le terme équivalent est Fahrstuhlmannschaft, equipo ascensor en Espagne, ou encore heen-en-weer club aux Pays-Bas.
Certains clubs, à force de souvent descendre en division inférieure puis de remonter en division supérieure, ont acquis le surnom péjoratif de « club-ascenseur » ou « club yo-yo » (du nom du jouet à ficelle que l'on ramène dans un va-et-vient continu).
Dans le football anglais, le surnom de club-yo-yo est donné à de nombreux clubs faisant souvent l'aller-retour entre les divisions, comme Birmingham City, Leicester City, Crystal Palace, Middlesbrough ou encore West Bromwich Albion (ce dernier ayant été relégué 3 fois durant le XXIe siècle).
En France au 21e siècle, le FC Metz est le club qui a fait le plus l'ascenseur. Il est descendu en Ligue 2 et remonté en Ligue 1 huit fois, souvent dès la saison suivante,.